# Dasypoda litigator
Dasypoda litigator is een vliesvleugelig insect uit de familie Melittidae. De wetenschappelijke naam van de soort is voor het eerst geldig gepubliceerd in 2002 door Baker.